# Cauda cometária

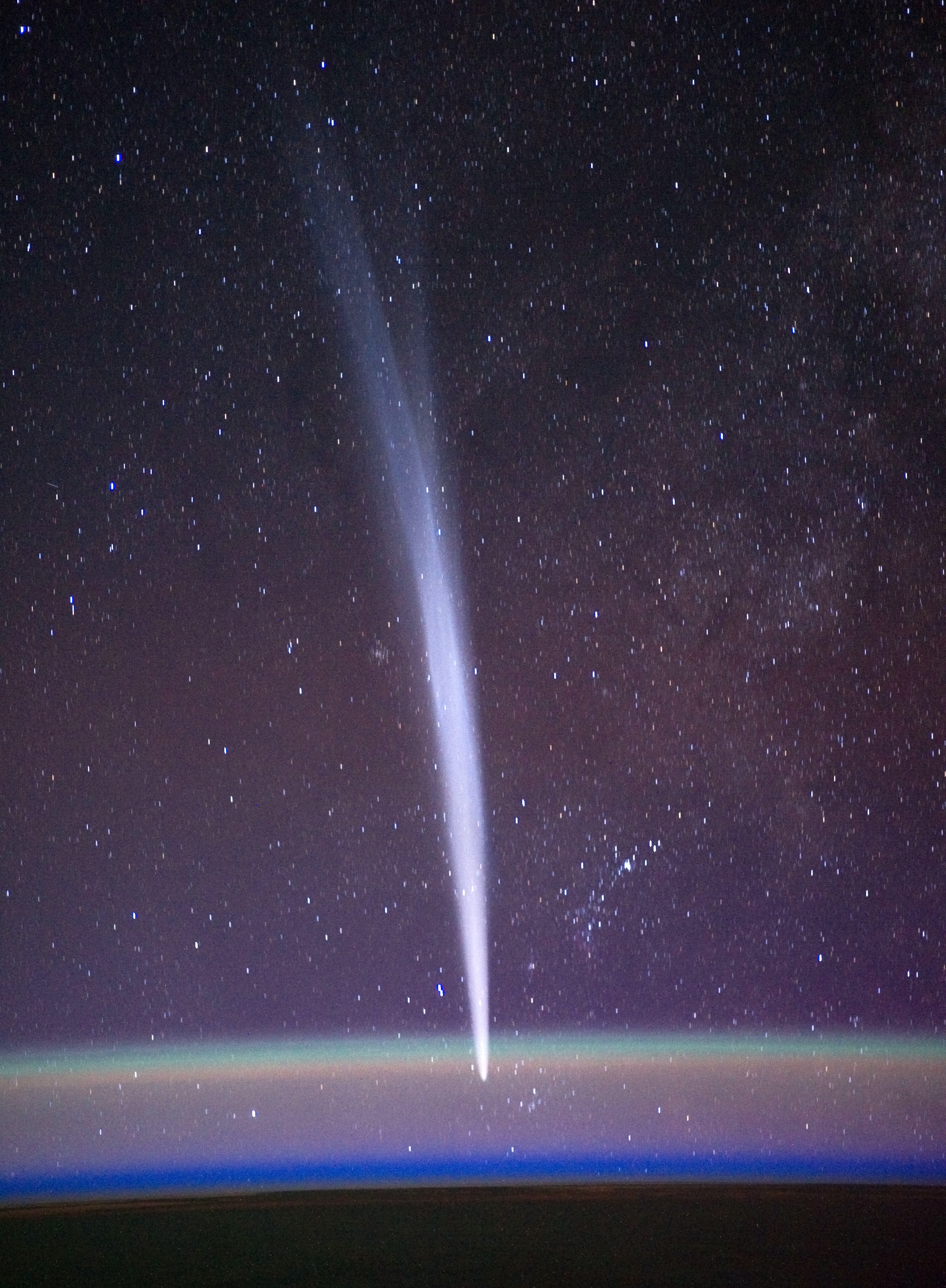
Cometa C/2011 W3 (Lovejoy)

As caudas dos cometas, devido ao vento solar, apresentam-se sempre voltadas para o lado oposto ao Sol; quando o cometa se aproxima, esta o segue, porém ao se afastar esta o precede.
A radiação e o vento solar ao dissociar as moléculas que constituem o cometa, geram combinações moleculares indicadas pelos espectros quando analisada sua cauda, dando pistas de sua composição.

## Tipos de caudas de cometas
Fiodor Alessandro Bredichin estudou aproximadamente cinquenta cometas, ao fazê-lo, classificou suas caudas em três grupos; o primeiro, ou tipo I, é de cauda retilínea; o segundo, denominado tipo II, possui as a cauda com raio de curvatura pouco pronunciado; finalmente o terceiro tipo, ou tipo III, possui um raio de curvatura bastante pronunciado.

## A ação repulsiva do Sol
Através deste estudo, Bredichin calculou a ação repulsiva do Sol sobre o gás lançado pelo núcleo concluindo que a força é inversamente proporcional à massa molecular do gás ejetado, mais tarde foi descoberto que essa força se deve à pressão da radiação solar.

## Composição dos cometas
Basicamente a composição da maioria dos cometas é água; nitrogênio; monóxido de carbono; dióxido de carbono; gás amoníaco e cianogênio; estes permanecem congelados enquanto o cometa está afastado do Sol, ao se aproximar os compostos aquecem e gaseificam por sublimação, ocorrendo a ejeção destes elementos do interior do núcleo, surgindo assim a coma e a cauda, estas não se processam de maneira simétrica, pois em virtude da rotação, os jatos podem acelerar como retardar, ora funcionando como jatos de foguete, acelerando-o, ora funcionando como retrofoguetes, freando-o, quando o cometa se distancia do Sol, com o resfriamento, o processo se desfaz.